# Janus Lauritz Andreas Kolderup-Rosenvinge
 Der er flere personer med dette navn, se Lauritz Kolderup Rosenvinge.
Janus Lauritz Andreas Kolderup-Rosenvinge (født 10. maj 1792, død 4. august 1850) var en dansk jurist med speciale i retshistorie.

## Uddannelse og karriere
Kolderup-Rosenvinge blev født i København og var søn af etatsråd Peder Andreas Kolderup-Rosenvinge. Han dimitteredes til Københavns Universitet af cand.theol. U.A. Plesner, senere provst på Langeland, med hvem han vedblev at stå i et intimt venskabsforhold; bestod i 1809 examen artium og året efter den filosofiske prøve, begge med udmærkelse. Derpå valgte han det juridiske studium, hvori han vejlededes af Anders Sandøe Ørsted, som i sin mindetale over ham i Videnskabernes Selskab har aflagt det smukkeste vidnesbyrd om det inderlige og varige venskabsbånd, som knyttedes mellem disse 2 mænd.
Endnu som student vandt Kolderup-Rosenvinge i året 1813 Universitetets Guldmedalje for besvarelsen af det juridiske prisspørgsmål om benyttelsen af den ældre lovgivning ved fortolkningen af Christian 5.’s Lov. Afhandlingen findes i universitetets manuskriptsamling. Den fuldstændige juridiske embedseksamens teoretiske og praktiske prøve bestod Kolderup-Rosenvinge samme år. 7. august 1814 holdt han bryllup med Barbara Abigael Lange (født 1791, datter af gehejmekonferensråd, deputeret i Finanskollegiet Christian Vilhelm Lange), med hvem han levede i et højst lykkeligt ægteskab, indtil hun døde 17. december 1846. Kolderup-Rosenvinge selv, som stadig var af svageligt helbred, døde på en baderejse i Nantes 4. august 1850. J.P. Mynster, som havde viet ægtefællerne, holdt også ligtalerne over dem begge.
1815 disputerede Kolderup-Rosenvinge for den juridiske licentiatgrad og 1817 for den juridiske doktorgrad. Emnet for disputatserne var henholdsvis 1. og 2. del af en retshistorisk afhandling om edens anvendelse i rettergangstrætter efter den ældre danske lovgivning.

## Embedsposter og videnskabelige selskaber
I begyndelsen af 1814 blev Kolderup-Rosenvinge notarius ved det juridiske fakultet og 1815 desuden adjunkt ved samme, 27. januar 1818 professor extraordinarius og 1830 efter Frederik Theodor Hurtigkarls død professor ordinarius i det juridiske fakultet og medlem af Konsistorium, i hvilket han overtog forretningen som referendarius.
I september 1834 beskikkedes Kolderup-Rosenvinge efter J.P. Mynsters udtrædelse til 3. medlem af direktionen for Universitetet og de lærde skoler, i hvilken stilling han forblev, indtil han 1848 afskedigedes, dog med bibeholdelse af sin gage, 1100 rigsdaler, under navn af ventepenge, hvorhos han samme dag udnævntes til konferensråd. 1822 blev han extraordinær assessor i Højesteret, 1828 efter A.S. Ørsted lærer i kirkeret ved Pastoralseminariet og medlem af sammes direktion, 1838 udnævntes han til medlem af kommissionen for den Arnemagnæanske Stiftelse og 1839 til medlem af den til at afgive betænkning over biskop Mynsters udkast til et nyt ritual og en ny alterbog nedsatte kommission.
1822 blev han æresmedlem af det islandske litterære selskabs afdeling i København; 1816 Medlem af Det Kongelige Danske Landhusholdningsselskab; 1817 Medlem af det danske Litteraturselskab; 1822 medlem af Det kongelige danske Selskab for Fædrelandets Historie; 1824 medlem af Videnskabernes Selskab, i hvilket han virkede som
medlem både af Ordbogskommissionen og af Kommissionen til udgivelse af Regesterne; 1825 Medlem af Det kongelige Nordiske Oldskriftselskab; 1833 medlem af Schleswig-Holstein-Lauenburgische Gesellschaft für vaterländische Geschichte. Endelig blev han 1827 korresponderende medlem af Svenska kongl. Vitterhets-, Historie- og Antikvitets-Akademien og 1830 korresponderende medlem af det kongl. Samfund for Utgifvandet af Handskrifter rörande Skandinaviens Historia.

## Kunstneriske og videnskabelige forbindelser
Kolderup-Rosenvinge var en sympatisk og alsidig dannet personlighed; om hans store belæsthed vidner hans efterladte bibliotek. Han studerede ikke blot dansk, men også fremmede landes skønlitteratur; oversatte Johan Herman Wessel Kjærlighed uden Strømper til tysk og stykker af Pedro Calderón de la Barca til dansk, i det han i sine senere år
regelmæssig studerede spansk sammen med Anton Wilhelm Scheel og Christian Jacob Cosmus Bræstrup. Også musikken dyrkede han med held, og hans fromme sind i forbindelse med hans lethed i at behandle sproget bragte ham også til at sysle med salmelitteraturen. -- (Se sange på Wikisource)
I Kolderup-Rosenvinges og hans ikke mindre elskværdige hustrus hjem i Lyngby samledes hovedstadens bedste selskab, og fremmede digtere og lærde, såsom Erik Gustaf Geijer, Esaias Tegnér, Wilhelm Eduard Wilda, Jacob Grimm, Richard Cleasby, Xavier Marmier med flere, søgte desuden regelmæssig der ud, når de gæstede København.
Både Ørsteds, Christian Molbechs og J.P. Mynsters taler vidner om, hvilket kært minde Kolderup-Rosenvinge, hans hustru og deres hjem har efterladt i vennernes store kreds, ligesom hans efterladte brevsamling vidner om den livlige forbindelse, hvori han stod med jurister og historikere i mange lande, som Carl Johan Schlyter, Niels Nicolaus Falck, Andreas Ludvig Jakob Michelsen, Johann Martin Lappenberg, Karl Schildener, Holtzius med flere.
Den elskværdige og imødekommende holdning, som udmærkede Kolderup-Rosenvinge, var uden tvivl en medvirkende grund til, at han ikke hævdede en mere fremtrædende stilling i det offentlige liv. Han vedblev således fra 1834-48 trods indtrådt ledighed at være 3. medlem af Universitetsdirektionen, i hvilken han efter akternes vidnesbyrd heller ikke synes at have udfoldet nogen ledende virksomhed. At han var en varmtfølende patriot, fremgår af hans sendebrev til professor Friedrich Schlosser, der i sin verdenshistorie havde omtalt Danmark ufortjent ilde; og at han var stærkt interesseret for den nationale sag i Sønderjylland, viser de mange fortrolige breve, hvori vennen Christian Paulsen udøser sit bekymrede hjerte for ham.
Ved fødsel, uddannelse, familieforbindelser og embedsstilling var han ført til en streng konservativ opfattelse af forholdene både i kirke og stat. I sidstnævnte henseende viste han det i 1848 ved oversættelse af Stemmer fra Frankrig og England om Tokammersystemet og i førstnævnte henseende ved den afhandling, han endnu i 1850 oplæste i Videnskabernes Selskab, om Kirkebestyrelse, Kirkeforfatning og Kirkens Ejendomsret.
Kolderup-Rosenvinges videnskabelige evne udfoldede sig meget tidlig og ytrede sig særlig i en lykkelig gave til hurtig og let at samle, ordne og forme et stof; derfor udarbejdede han trykte grundrids til brug ved alle sine forelæsninger "for at fri Tilhørerne for den trættende Dikteren"; således Grundrids af den danske Politiret (1825), af den positive Folkeret (1829), af den danske Kirkeret (1838), af den juridiske Encyclopædi (1849). Allerede i 1822-23 udkom også hans Grundrids af den danske Lovhistorie, hvilket sidste udtryk i 2. udg. (1832) ændredes til den danske retshistorie, hvoraf 3. udgave udkom i 1860. Det var den første systematiske fremstilling af den danske retshistorie; og den fandt så megen anerkendelse ikke blot her hjemme, men også i udlandet, at Carl Gustav Homeyer i 1825 udgav en tysk oversættelse af den.
Men for Retshistoriens vedkommende blev Kolderup-Rosenvinge ikke stående ved dette grundrids; dens studium udgjorde hans livs videnskabelige gerning, båret oppe af hans store begavelse, hurtige arbejdsevne, utrættelige flid og levende interesse for retshistoriske granskninger. Når retshistorien eller lovhistorien, som den kaldes i forordningen af 26. januar 1821, optoges som et eget eksamensfag ved fuldstændig juridisk embedseksamen, er dette fortrinsvis Kolderup-Rosenvinges fortjeneste. Studiet led navnlig af mangel på gode, samlede, let tilgængelige udgaver af de ældre love og forordninger. Peder Kofod Ancher havde udgivet Jyske Lov særskilt og Valdemars sjællandske Lov i tillægget til lovhistorien. Savnet var derfor størst med hensyn til Eriks sjællandske Lov.

## Det retshistoriske hovedværk
I erkendelse heraf søgte Kolderup-Rosenvinge først at afhjælpe det, og 1819 bevilgedes der ham af Fonden ad usus publicos et beløb af 400 rigsdaler som tilskud til udgivelse af loven med oversættelse og anmærkninger. Efter dette prøvehæftes offentliggørelse (1821) bevilgedes der ham dernæst 400 rigsdaler til udgivelse af hvert af de 8 bind, som en af ham påtænkt kritisk udgave af samtlige ældre love foruden den alt udgivne Eriks sjællandske Lov ville udgøre, dog således at det nærmere blev at overveje, om det glossarium, hvoraf det 9. bind skulde bestå, ikke kunne bortfalde derved, at der til hvert bind føjedes en indeks over de deri forekommende vanskeligste ord. Ifølge planen skulle 1. bind bestå af Knud den Stores engelske love, hvilke Kolderup-Rosenvinge imidlertid udgav særskilt i Universitetsprogram 1826, Anders Sunesens parafras, der udgaves som en særskilt afdeling 1846, og Skånske Lov, der ikke udkom; 2. bind af den alt udgivne Eriks sjællandske lov, 3. bind af Valdemars sjællandske Lov, Valdemars jyske Lov og Thords Artikler, hvilke sidste 2 bestanddele udkom som et eget bind 1837; 4. bind, indeholdende recesser og ordinanser af kongerne af den oldenborgske stamme, udkom planmæssig i 1834, dog med udeladelse af Christian 4.’s birkeret; 5. bind, indeholdende gårdsretter og stadsretten udkom allerede 1827. Det skulle også have indeholdt forskellige gildeskråer og sølove; men stadsretternes påregnede antal er forøget så stærkt i den endelige udgave, at gildeskråerne, hvoraf Kolderup-Rosenvinge senere udgav et par særskilt, måtte udelades, og ligesom sølovene, af hvilke han dog senere ligeledes udgav en enkelt særskilt. 6. bind, der skulle have indeholdt kirkelove og håndfæstninger, så vel som 7. og 8. bind, der skulle have indeholdt forordninger fra Knud 6. til Christian 5., nåede Kolderup-Rosenvinge. ikke at få udgivet.
Udgaverne fyldestgøre vel ikke nutidens krav til virkelig kritiske udgaver, i særdeleshed ikke i henseende til håndskrifternes samling, gruppering og benyttelse, men adskillige af dem, navnlig samlingen af stadsretterne og recesserne, har dog ydet et betydningsfuldt hjælpemiddel for studiet, og indledningerne og anmærkningerne har blivende værd, selv om de på sine steder trænger til at udfyldes og rettes, og skønt forfatteren også her viser sig at lide af en vis mangel på fasthed, der endog har bragt ham til at frafalde anskuelser, som eftertiden har godkendt. Hvad der derhos under alle omstændigheder ikke må glemmes, er, at Kolderup-Rosenvinge udførte hele det store arbejde uden noget som helst vederlag, i det tilskuddet fra statskassen udbetaltes forlæggeren som vilkår for, at han overtog forlaget.

## Andre juridiske arbejder
Mens Kolderup-Rosenvinge indtil 1840 mest syslede med lovene, er den efterfølgende tid fortrinsvis helliget dommene. Hans udgave af rigens ret udkom 1842, hans afhandling om rigens ret og dele 1847, og i de mellemliggende år udgav han på Videnskabernes Selskabs bekostning 4 bind Gamle danske Domme med indledninger og anmærkninger (1842-48). Skønt denne samling er anlagt efter en noget for stor målestok, er den dog højst fortjenstfuld, både ved det skønsomme udvalg og ved de udførlige indledninger og forklaringer, som den indeholder. Derudover har Kolderup-Rosenvinge enkeltvis udgivet eller kommenteret en del interessante doms- og processager, som dommene over Torben Oxe, Poul Laxmand,
Mester Jacob Nielsen, Mads Ravn m.fl., og skrevet en del anmeldelser af retshistoriske arbejder, hvoraf nogle i Maanedsskrift for Litteratur, hvis medudgiver han var 1829-38, samt udgivet en række enkelte retshistoriske afhandlinger, vedrørende en flerhed af retsområder: Tingsret, obligationsret, proces, strafferet, statsret, kirkeret. Afhandlingerne yder helt igennem værdifulde bidrag til vor retshistoriske litteratur. En del af dem findes i Juridisk Tidsskrift, hvis medudgiver Kolderup-Rosenvinge var 1831-40.
Betragter man denne samlede fylde af vel formede, indholdsrige Arbejder, udførte af en svagelig, fra flere sider stærkt optaget mand, der døde i en forholdsvis tidlig alder, kan man ikke andet end med levende tak og påskønnelse anerkende Kolderup-Rosenvinges omfattende, dygtige virken for det retshistoriske studiums fremme i Danmark.
Ved siden deraf kan endnu erindres hans virksomhed som udgiver af samlingen af forordninger fra 1846-49 og af gejstlige forordninger (1838-46).
Han udgav bl.a. de sidste bind af "Schous Forordninger" oprindeligt startet af Jacob Henric Schou.